# گوستاو نسکه
گوستاو نسکه (انگلیسی: Gustav Noske؛ زاده ۹ ژوئیهٔ ۱۸۶۸ – درگذشته ۳۰ نوامبر ۱۹۴۶) یک سیاستمدار اهل آلمان و از فوریه ۱۹۱۹ تا مارس ۱۹۲۰ وزیر دفاع آلمان بود.